# サバクガラス
サバクガラス（砂漠鴉、学名:Podoces panderi）は、スズメ目カラス科に分類される鳥。

## 分布
カスピ海東部

## 形態
全長約33cm。嘴と喉元は黒く、背面は灰色をしており、下面は肌色をしている。

## 生態
砂漠地帯に生息する。地上性で、飛ぶことはめったにない。
食性は雑食性で、主に昆虫類やトカゲを捕食するが、冬季には植物の芽や種子も食べる。水は飲まず、獲物から水分を取る。
繁殖形態は卵生。地上30cm-100cmの高さの藪の中や地面に球形の巣を作る。枝を使って作った巣の内側に獣毛を敷き、さらに枝を使ってカモフラージュする。古巣を修理して使うこともある。一腹卵数は2-6個で抱卵はメスが行う。産卵期は3-5月で、抱卵中はオスがメスに餌を運ぶ。孵化したばかりの雛は盲目で羽毛の無い状態だが、およそ2週間程度で走り回れるようになり、孵化後約17日で巣立つ。